# Hasan Abdulkareem
Hasan Abdulkareem (Bagdad, 17 de abril de 1999) es un futbolista iraquí que juega en la demarcación de centrocampista para el Al-Zawraa SC de la Liga Premier de Irak.

## Selección nacional
Tras jugar en las categorías inferiores de la selección, finalmente el 30 de noviembre de 2021 hizo su debut con la selección de fútbol de Irak en un encuentro de la Copa Árabe de la FIFA 2021 contra Omán que finalizó con un resultado de empate a uno tras el gol del propio Abdulkareem para Irak, y de Salaah Al-Yahyaei para Omán.

## Clubes
| Club         | País | Año       | Partidos | Goles |
| ------------ | ---- | --------- | -------- | ----- |
| Al-Shorta SC | Irak | 2018-2019 | 8        | 0     |
| Al-Karkh SC  | Irak | 2019-2022 |          | 9     |
| Al-Zawraa SC | Irak | 2022-     |          | 20    |